# Zoran Janjetov
Zoran Janjetov (serbisk kyrilliska: Зоран Јањетов), född 23 juni 1961 i Subotica i Serbien (dåvarande Jugoslavien), är en serbisk serieskapare.

## Tecknade serier
Janjetov är skapare eller tecknare av bland annat Bernard Panasonik, Avant l'Incal, Les Technopères  och L'Ogregod. De tre sistnämnda är tecknade till manus av Alejandro Jodorowsky.